# シス＝フール＝レ＝プラージュ
シス＝フール＝レ＝プラージュ （フランス語:Six-Fours-les-Plages、オック語・プロヴァンサル方言:Sièis Forns lei Plaias / Sièis Forns de Provença、オック語・ミストラル方言:Sièis Four lei Plaio / Sièis Four de Provènço）は、フランス、プロヴァンス＝アルプ＝コート・ダジュール地域圏、ヴァール県のコミューン。

## 地理
サナリー＝シュル＝メール、ラ・セーヌ＝シュル＝メールと接する。標高250m以上の土地は、ほとんどがマツやカシによる森林である。ル・ブリュスク地区と向かいあうエンビーズ諸島もコミューンに含まれる。

## 歴史

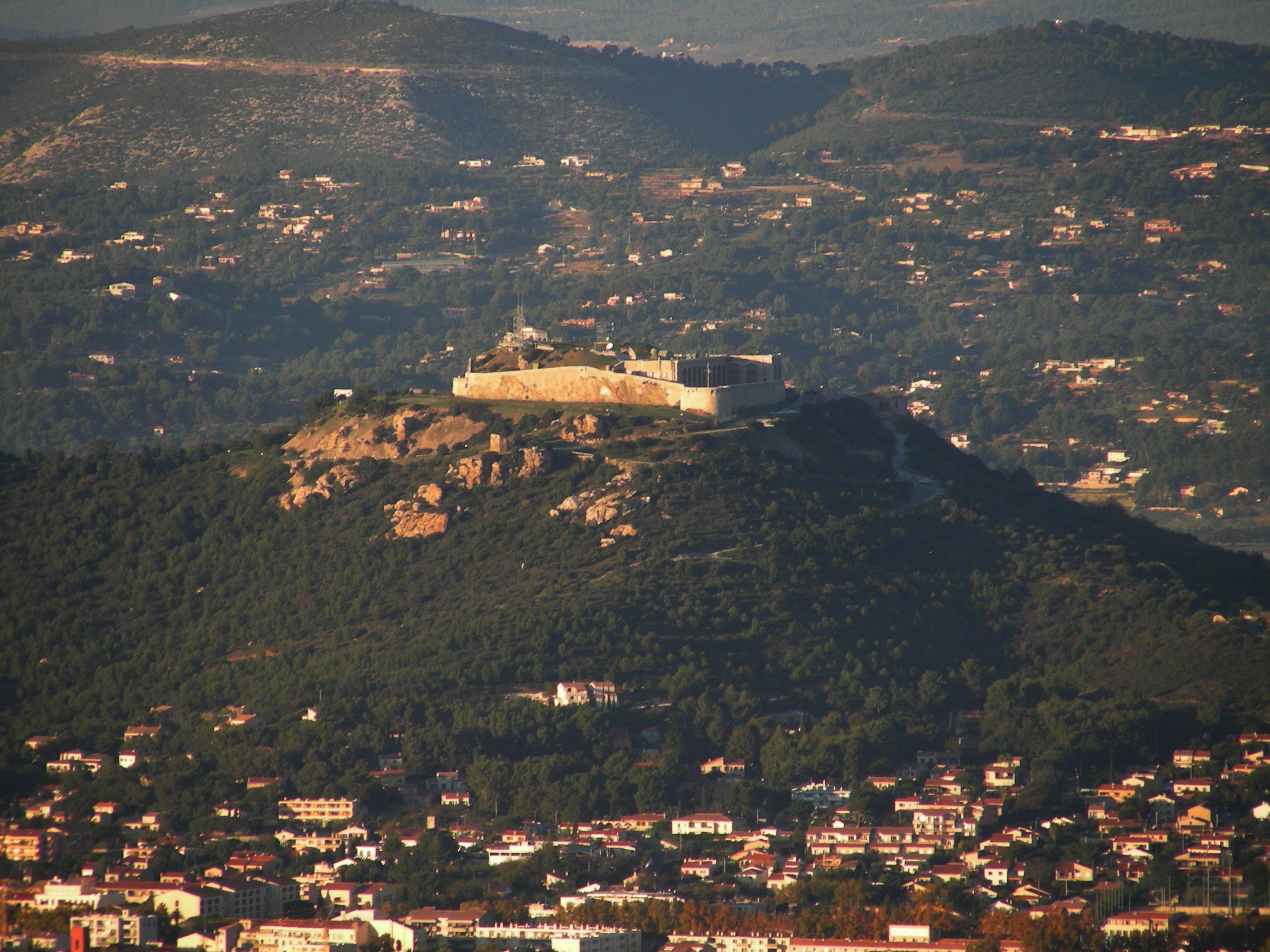
19世紀に建てられたシス＝フール砦

紀元前600年頃、小アジアからやってきた人々が、エンビーズ諸島を背後にしたル・ブリュスクにTauroentumという名の定住地をつくった。異民族の襲来を受けて、住民は主要な丘陵地帯を6つの防衛地で囲んだ。ラテン語で『6つの地点』または『防衛の地』を意味するSex Fur（Sex Furniとも）がコミューンの語源である。シス＝フール＝レ＝プラージュは、中世にコミューンとして北のウリウル（fr）より分離した。レップ川河口近くの町サン＝ナゼールが現在のサナリー＝シュル＝メールである。北から異民族が侵入したり、海からサラセン人が襲来すると、住民たちは丘の頂上の防御施設に避難した。
現在、シス＝フール＝レ＝プラージュで生産されるオリーブで作られるオリーブ油は、ユイル・ドリーヴ・ド・プロヴァンスAOC（fr）としてAOC指定されている。